# Calaceite
Calaceite (em catalão: Calaceit; em aragonês: Calazeit) é um município da Espanha na província de Teruel, comunidade autónoma de Aragão. Tem 81,11 km² de área e em 2021 tinha 982 habitantes (densidade: 12,1 hab./km²).
Declarada conjunto histórico artístico en 1973, fica a poucos quilómetros da fronteira catalã. A partir da sua Praça Maior, com a sua Câmara Municipal de princípios do século XVII, vai-se tecendo uma rede de ruas que mostram igrejas, praças e casas solarengas em pedra decoradas com varandas de ferro forjado.
Faz parte da rede de Aldeias mais bonitas de Espanha.

## Demografia

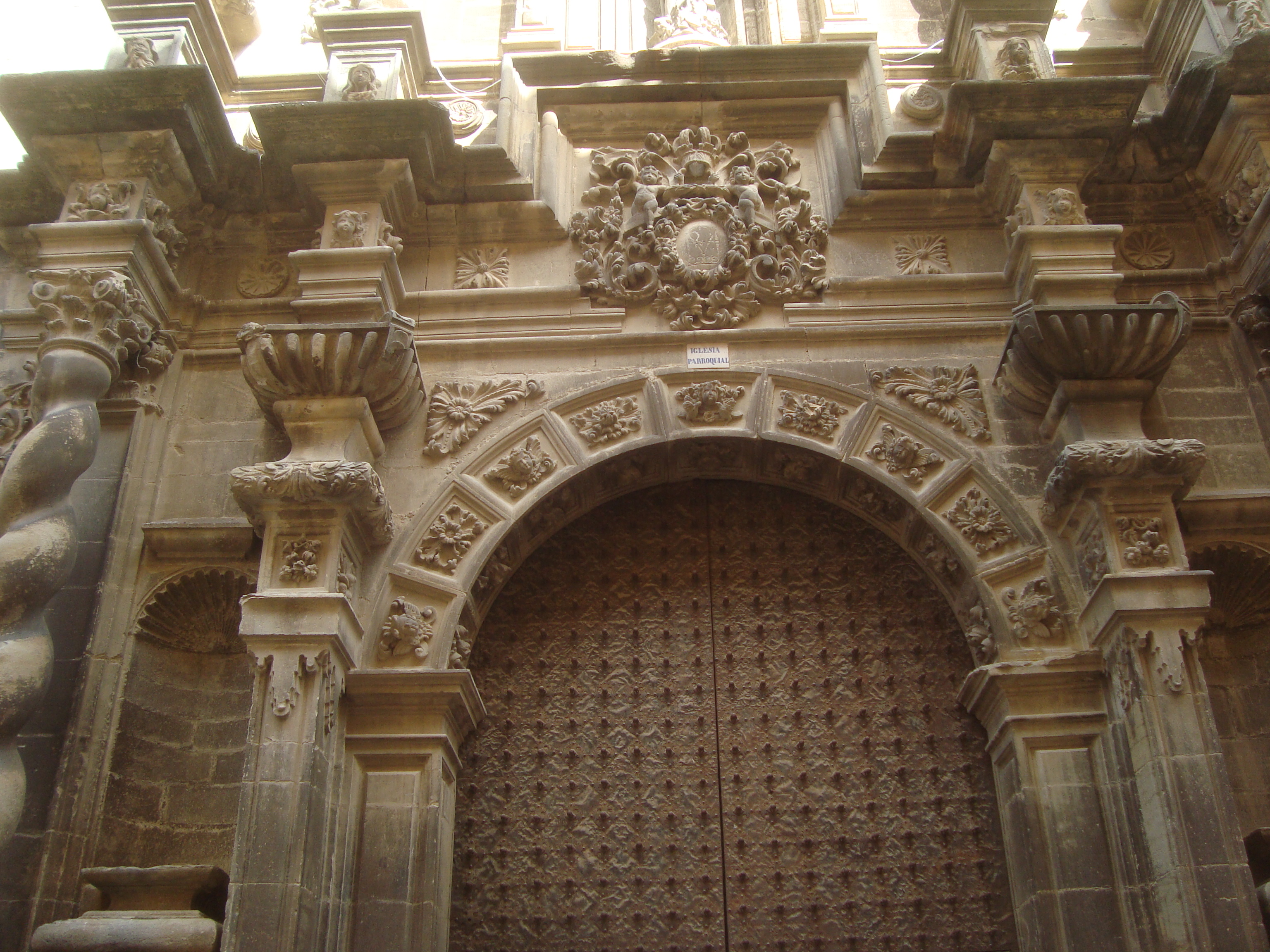
Calaceite

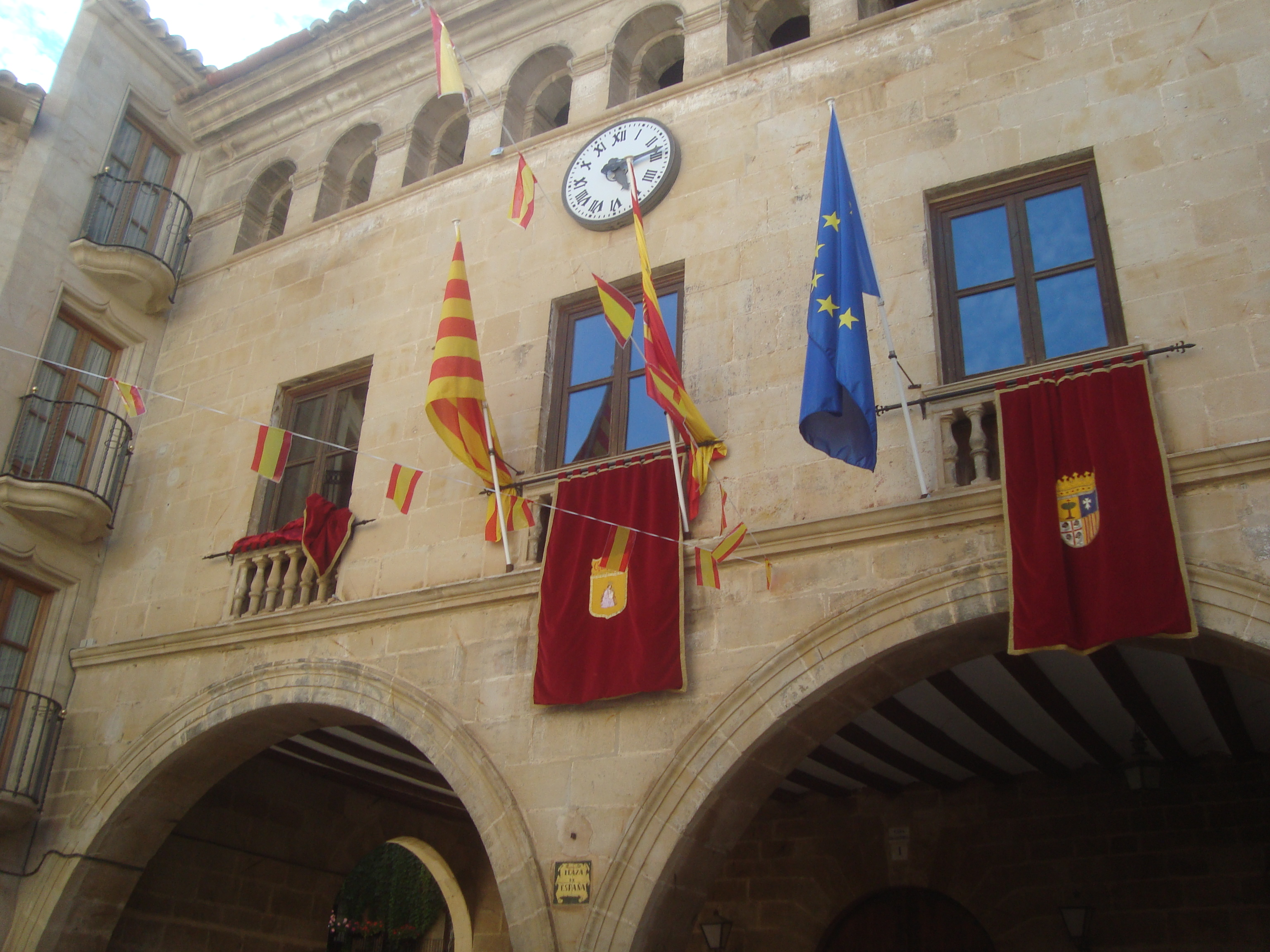
Calaceite (Teruel)

| Variação demográfica do município entre 1991 e 2004 | Variação demográfica do município entre 1991 e 2004 | Variação demográfica do município entre 1991 e 2004 | Variação demográfica do município entre 1991 e 2004 |
| --------------------------------------------------- | --------------------------------------------------- | --------------------------------------------------- | --------------------------------------------------- |
| 1991                                                | 1996                                                | 2001                                                | 2004                                                |
| 1281                                                | 1238                                                | 1153                                                | 1145                                                |